# Fällesjön (Lannaskede socken, Småland)
Fällesjön är en sjö i Vetlanda kommun i Småland och ingår i Emåns huvudavrinningsområde. Sjön är 3,2 meter djup, har en yta på 0,029 kvadratkilometer och är belägen 235 meter över havet.